# Карта світу

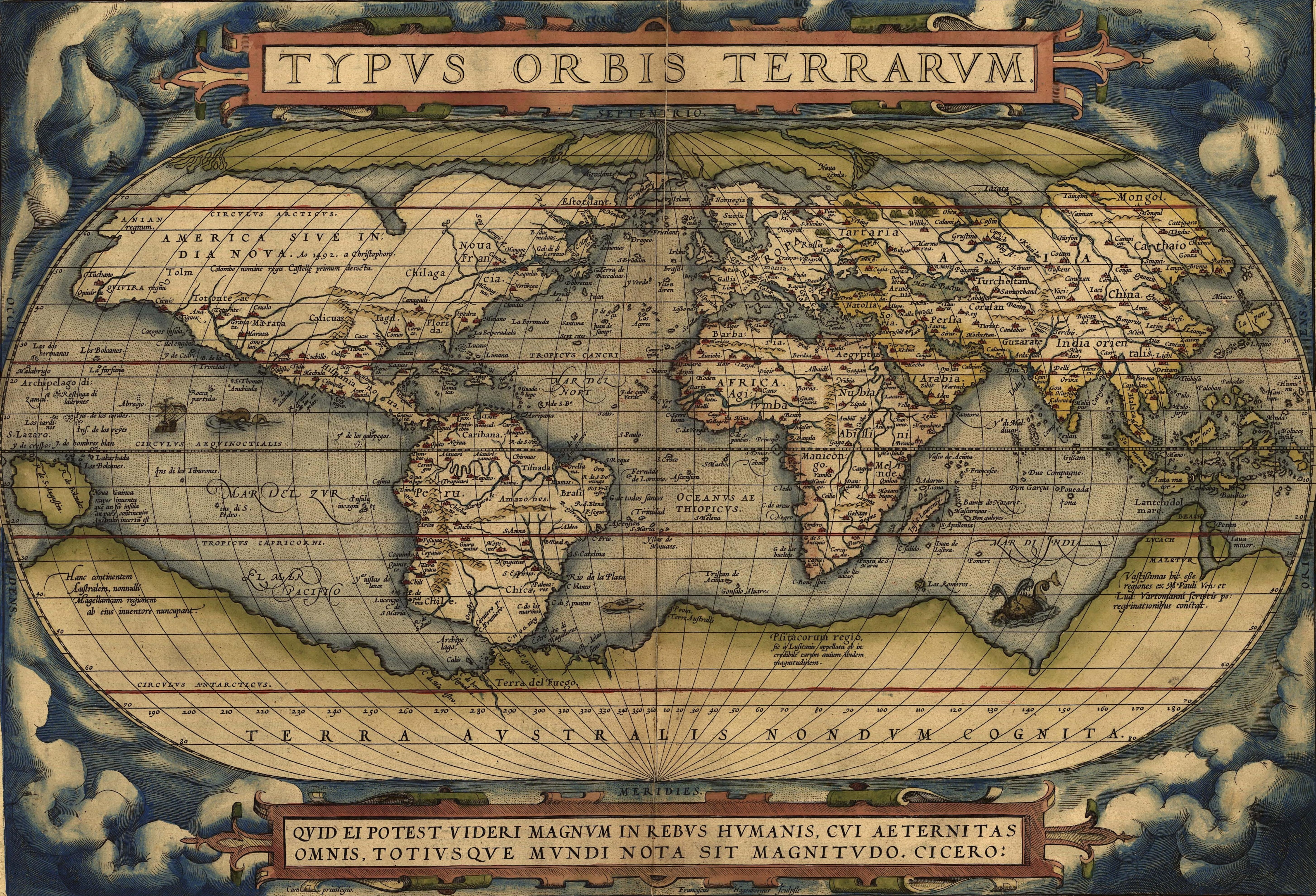
Світ Ортеліуса Typus Orbis Terrarum, вперше опублікований 1564 року.

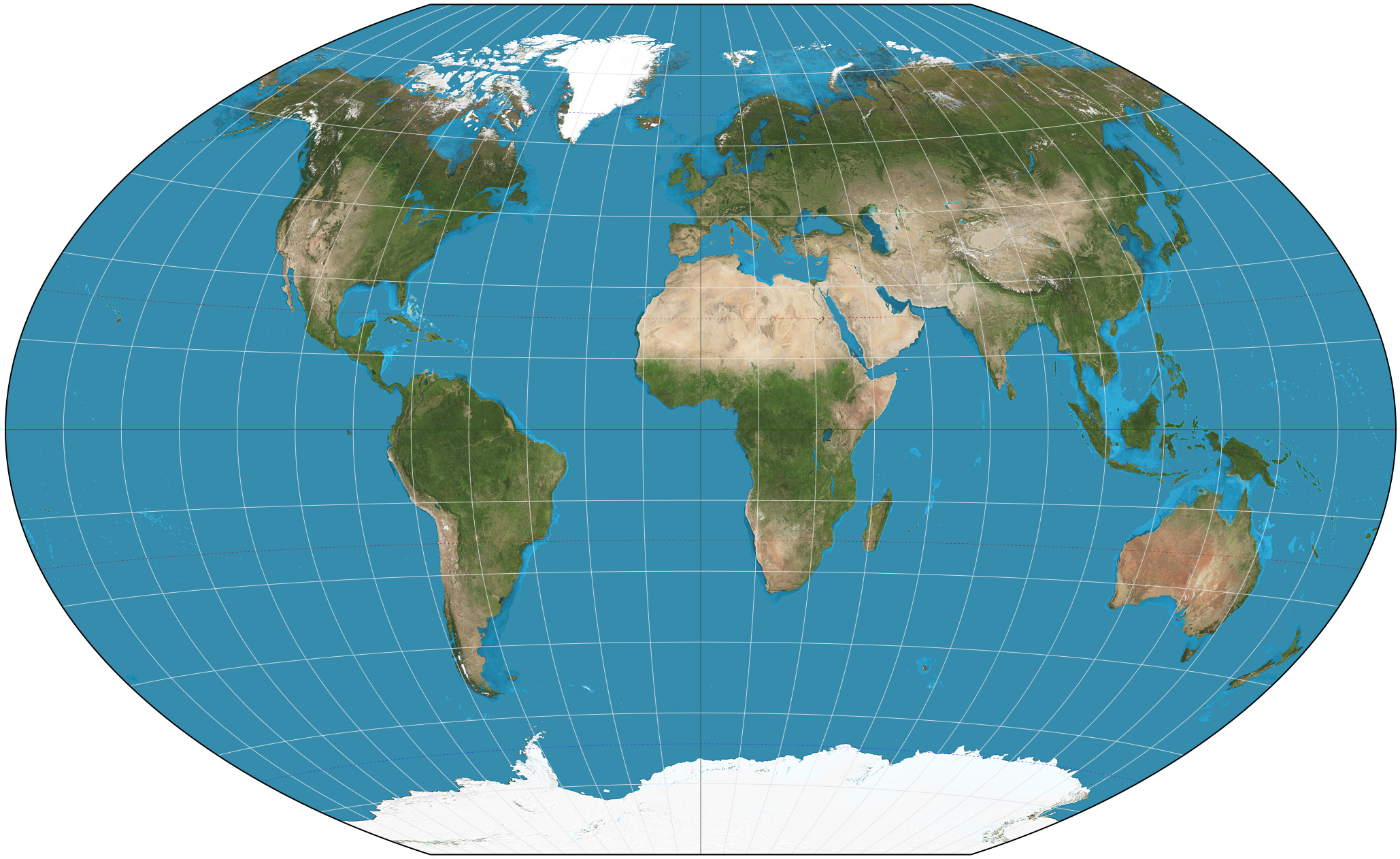
Мапа світу з потрійної проєкції Вінкеля, картографічна проєкція малих спотворень прийнята Національним географічним товариством для довідкових мап.

Карта світу це мапа більшої частини чи всієї поверхні Землі. Мапи світу створюють своєрідну категорію карт через проблеми проєкції. Мапи через необхідність спотворюють зображення земної поверхні. Ці спотворення сягають максимуму на карті світу. Багато шляхів проєкції Землі відображають різноманітність технік і естетичних завдань для карт світу.
Карти світу також потребують знання навколишнього світу, для того щоб їх побудувати. Свідома карта світу не могла бути побудована до Європейського Відродження, оскільки це не менше половини світової берегової лінії, не кажучи вже про внутрішні райони, відомі для всіх культур. З тих пір по сьогодні продовжують накопичуватися знання про земну поверхню.
Мапи світу в основному фокусуються на політичних чи фізичних особливостях. Політичні карти зображають міжнародні кордони і людські поселення. Фізичні мапи показують географічні особливості, такі як гори, типи ґрунтів чи землеустрій. Геологічні карти показують не тільки поверхню, але й характеристики підстильної породи, скидові лінії і підземні структури. Фонова картограма використовує відтінок кольору та інтенсивність для відображення відмінностей між регіонами, таких як демографічна чи економічна статистика.

## Картографічні проєкції
Мапи створюються використовуючи картографічні проєкції, які є методами відображення глобусу на площину. Усі проєкції спотворюють відстані і напрямки, але кожна проєкція відображає ці спотворення по різному. Мабуть найвідомішою є проєкція Меркатора, початково створена, як навігаційна мапа.

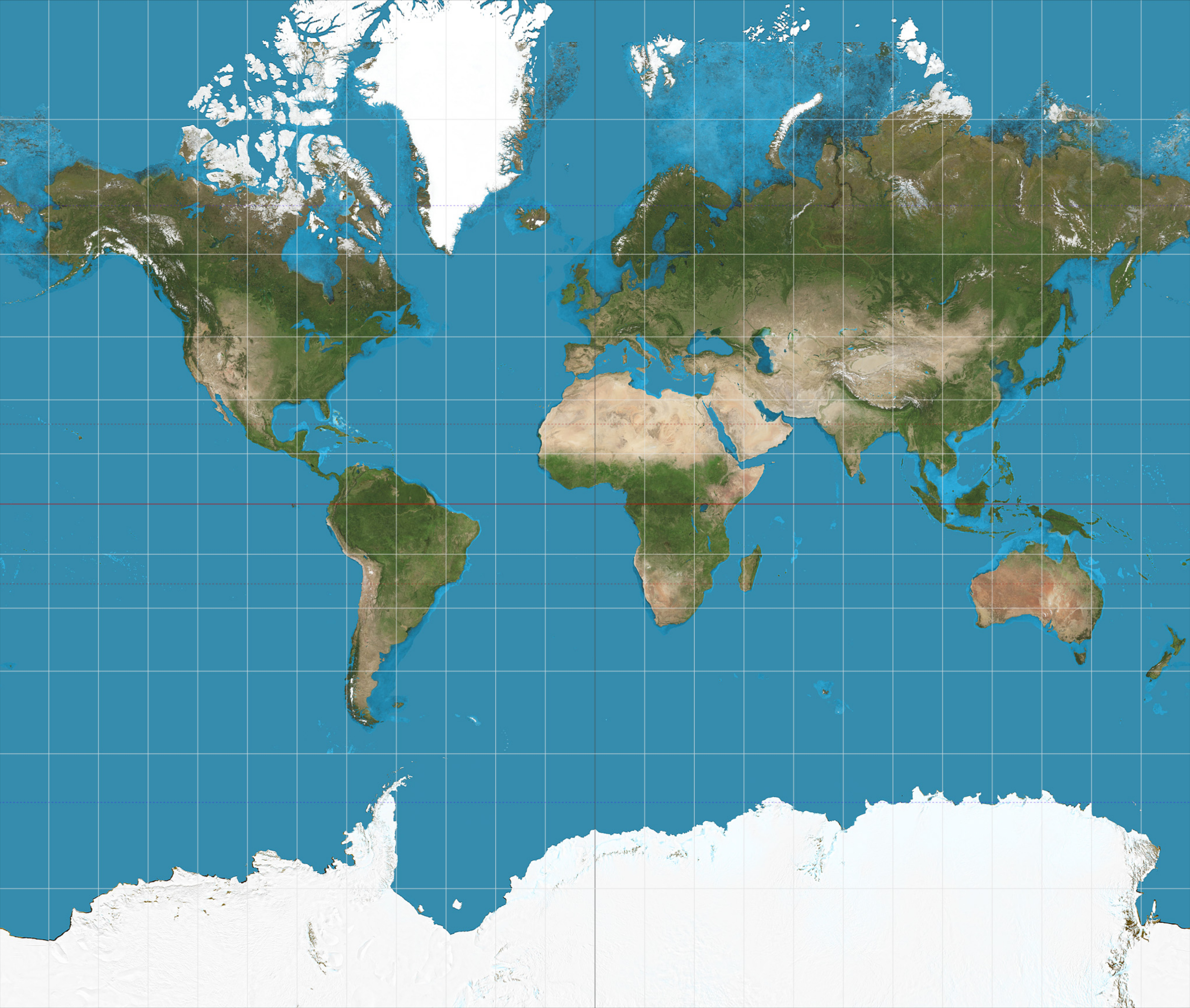
Проєкція Меркатора (82°S і 82°N.)
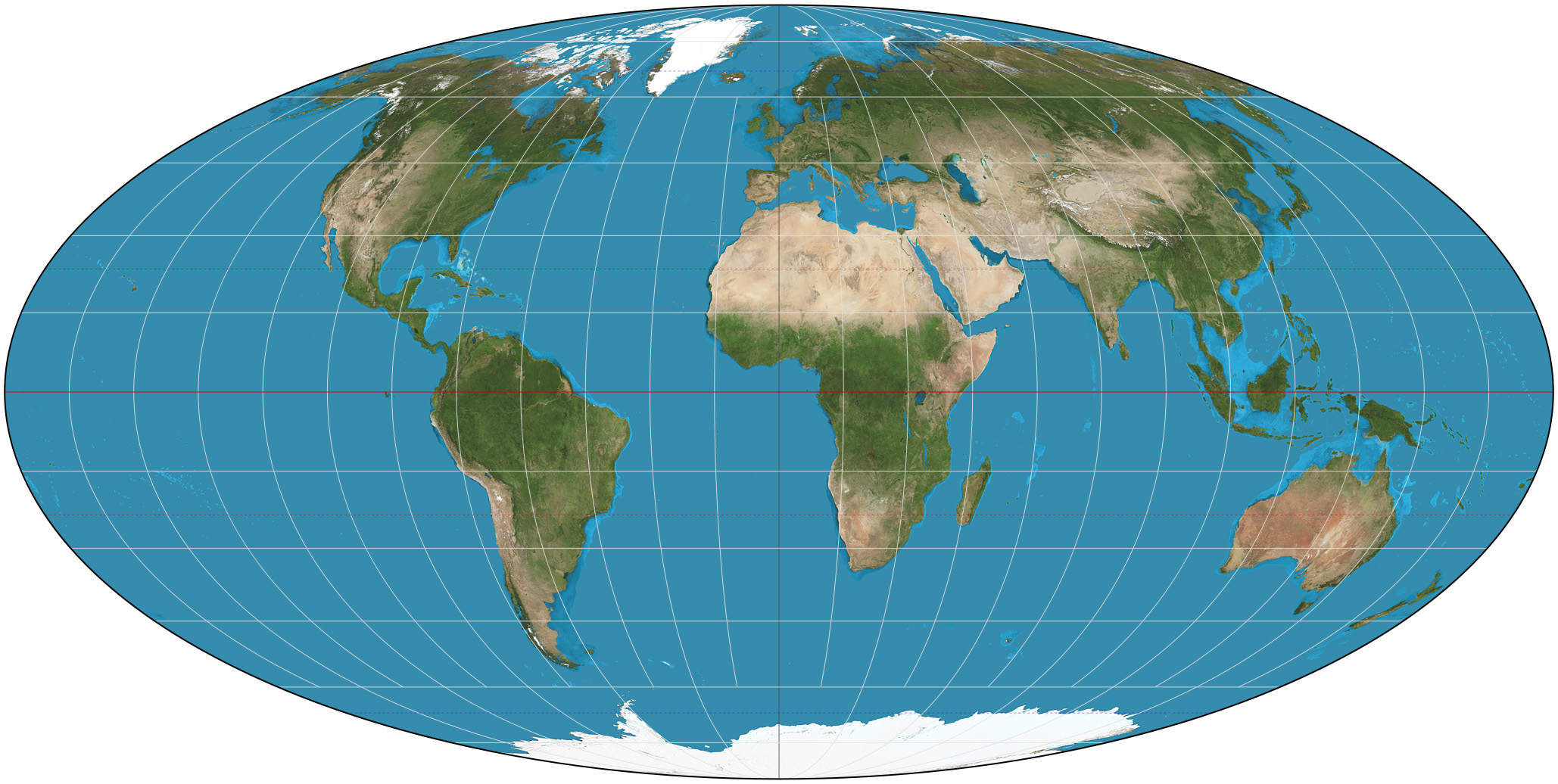
Проєкція Мольвейде
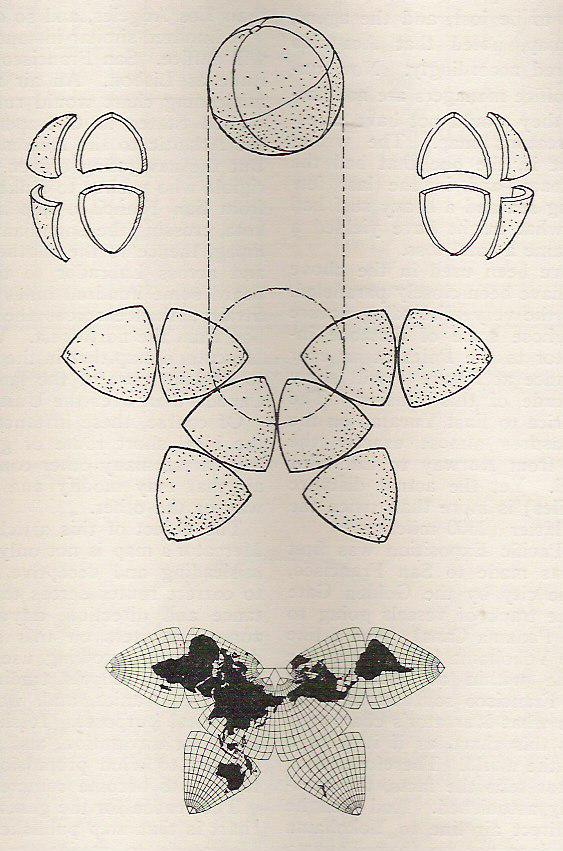
Мапа Метелик Бернарда С. Кехілла, 1909, з памфлету 1919 року
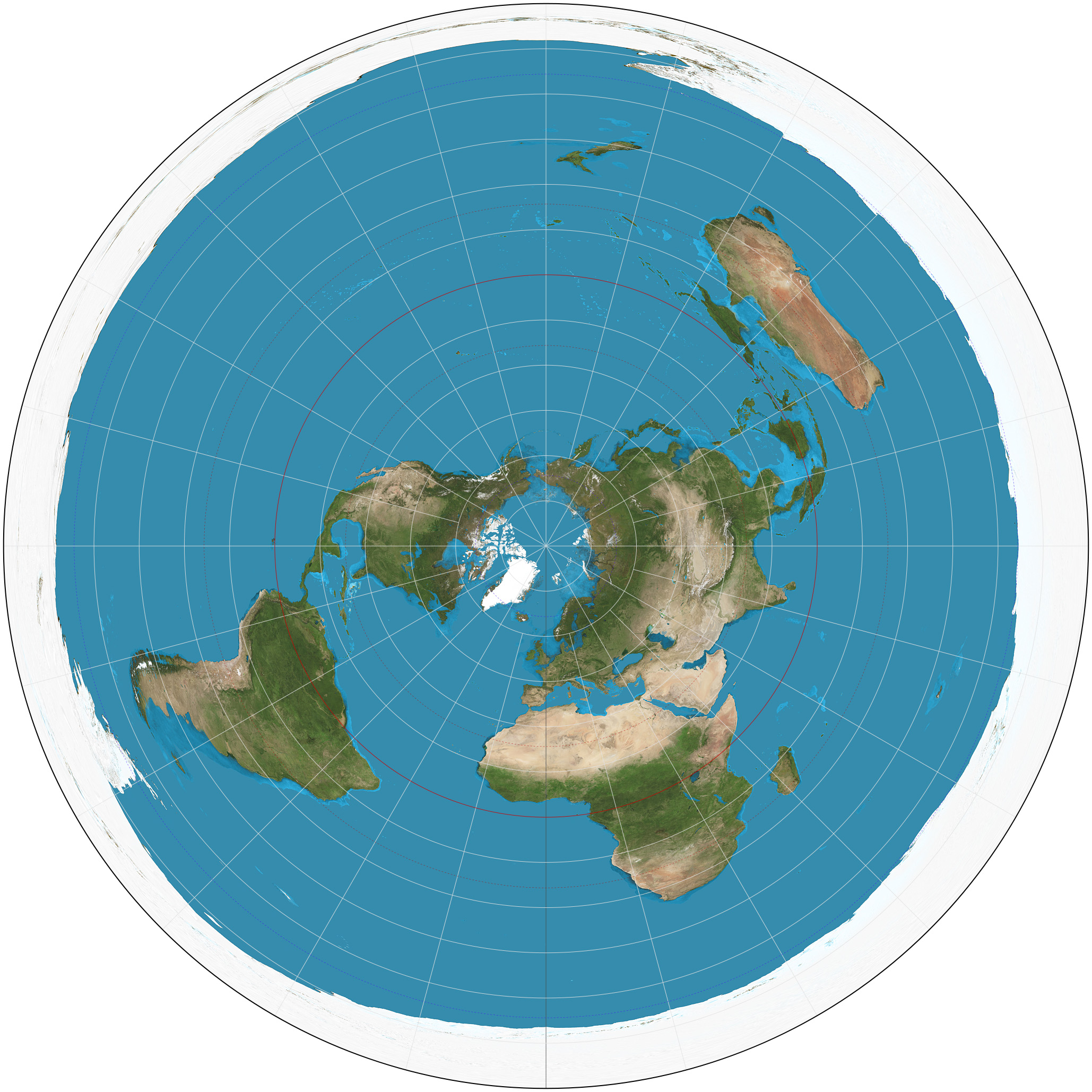
Полярна азимутальна еквідистантна проєкція
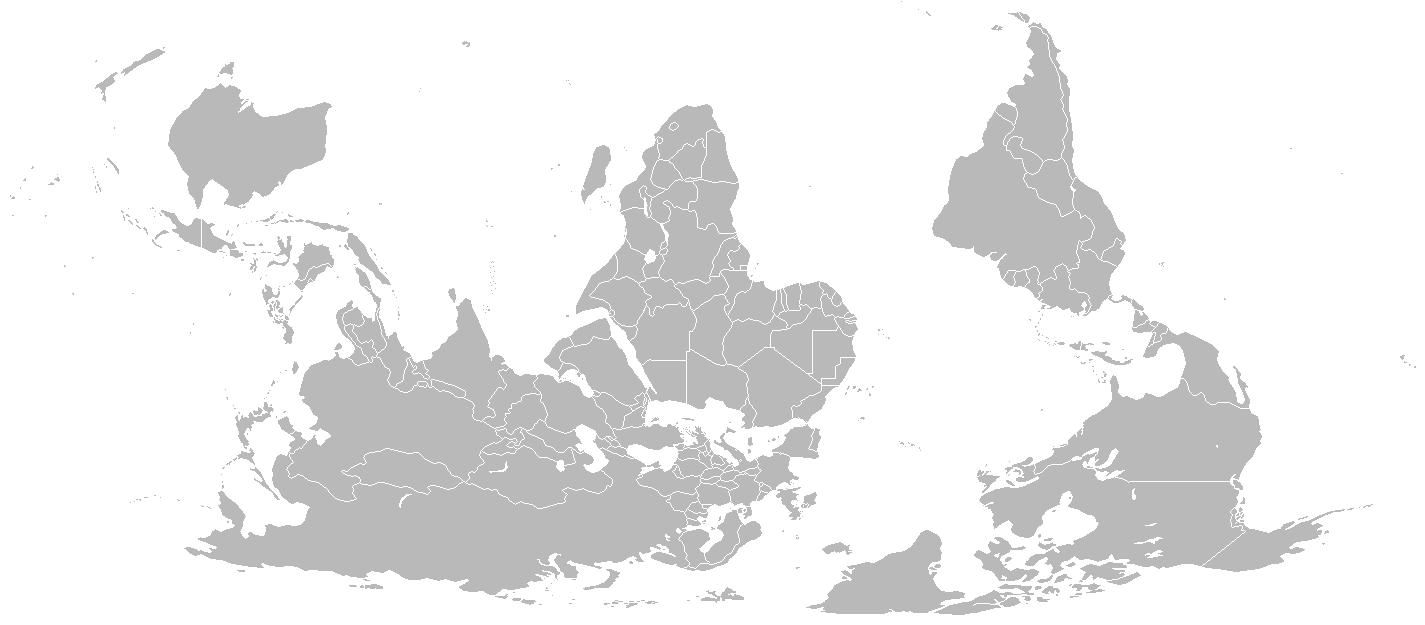
Південно-орієнтована мапа
Тихоокеансько-центричні мапи (частіше використовуються у Східно-Азійських країнах і Австралії)

## Тематичні мапи
Тематичні мапи показують географічну інформацію про один чи декілька об'єктів інтересу. Ці мапи «можуть зображувати фізичні, соціальні, політичні, культурні, економічні, соціологічні, аграрні, чи будь-які інші аспекти міста, області, регіону, країни чи континенту».

Інтерактивна мапа світу (з кліматичною класифікацією)
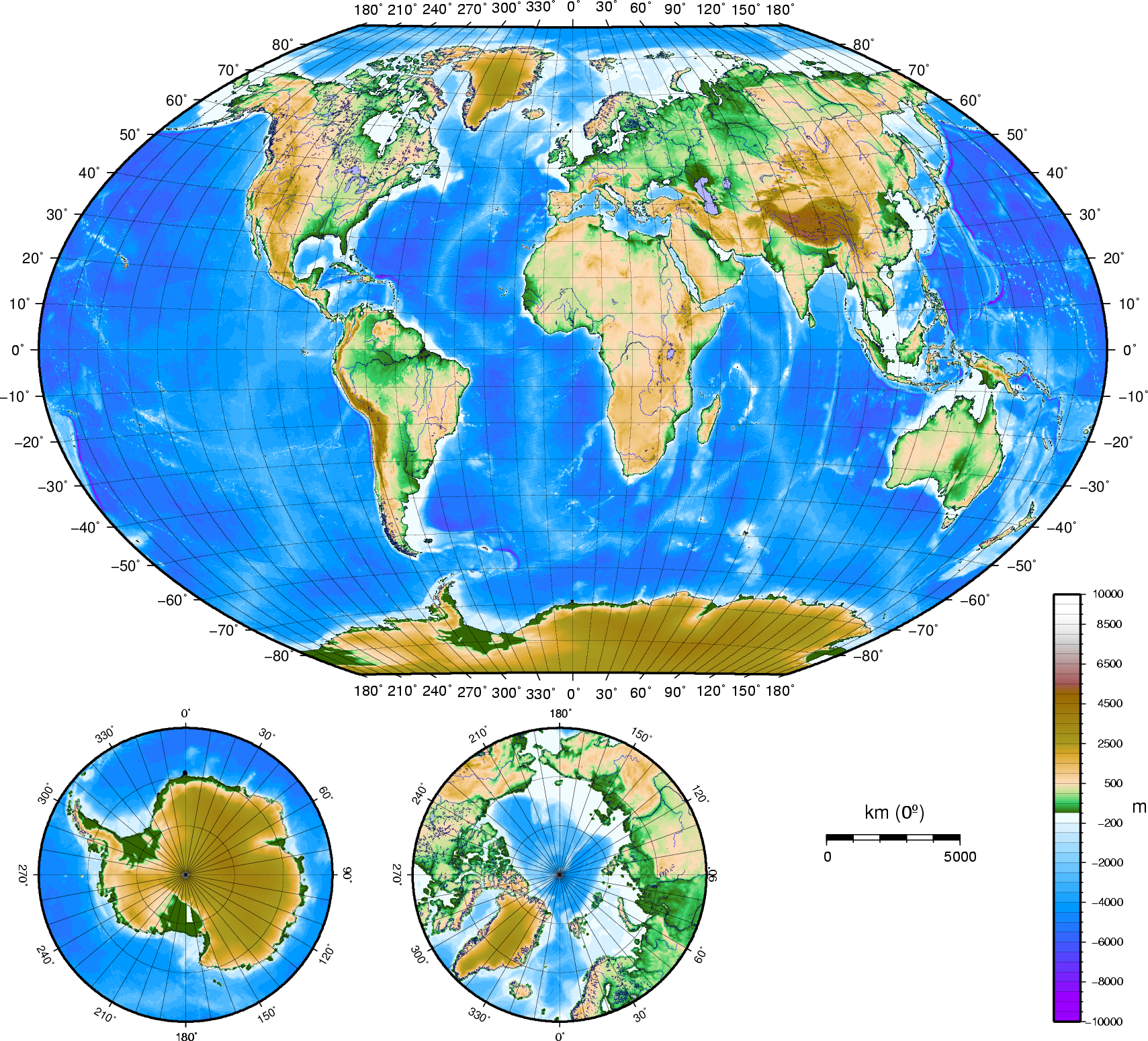
Звичайна політична мапа світу
- Топографічна мапа світу
Мапа антропогенних викидів CO2 по країнах
Індекс розвитку людського потенціалу ООН по країнах станом на 2008 рік
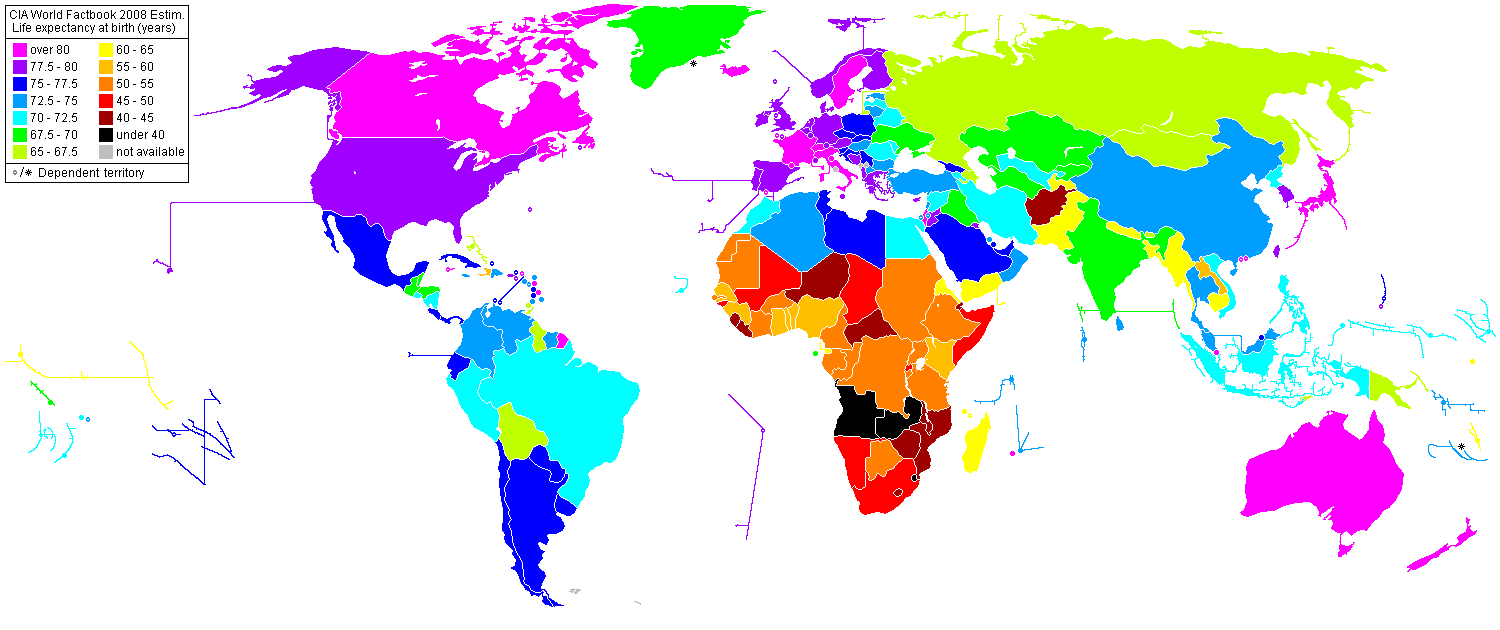
Мапа світу, що показує середню тривалість життя
Цільність населення (людей на км2) по країнах, 2006 рік
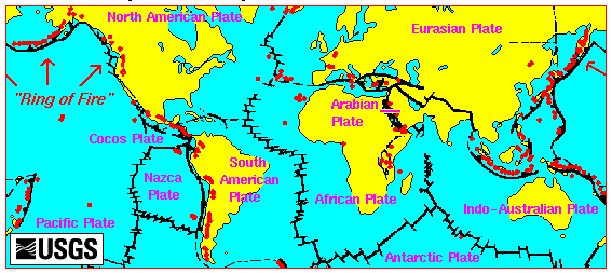
Мапа вулканів
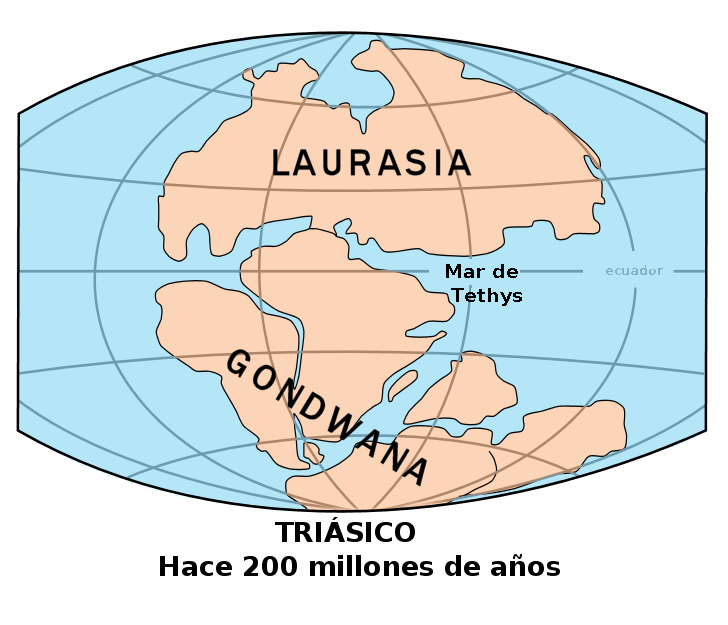
Мапа світу, що показує континенти 200 мільйонів років тому (Тріасовий період)

## Історичні мапи
Ранні мапи світу покривають зображення світу від залізної доби до Доби великих географічних відкриттів і появи сучасної географії протягом раннього нового періоду історії. Старі мапи давали багато інформації, з того, що було відомо на той час, як і філософські та культурні базиси мап, які часто сильно відрізнялись від принципів сучасної картографії. Мапи були одним із способів для вчених зберегти і передати прийдешнім поколінням свої знання і ідеї.

Гіпотетична реконструкція мапи світу Анаксімандра (610–546 до н.е.)
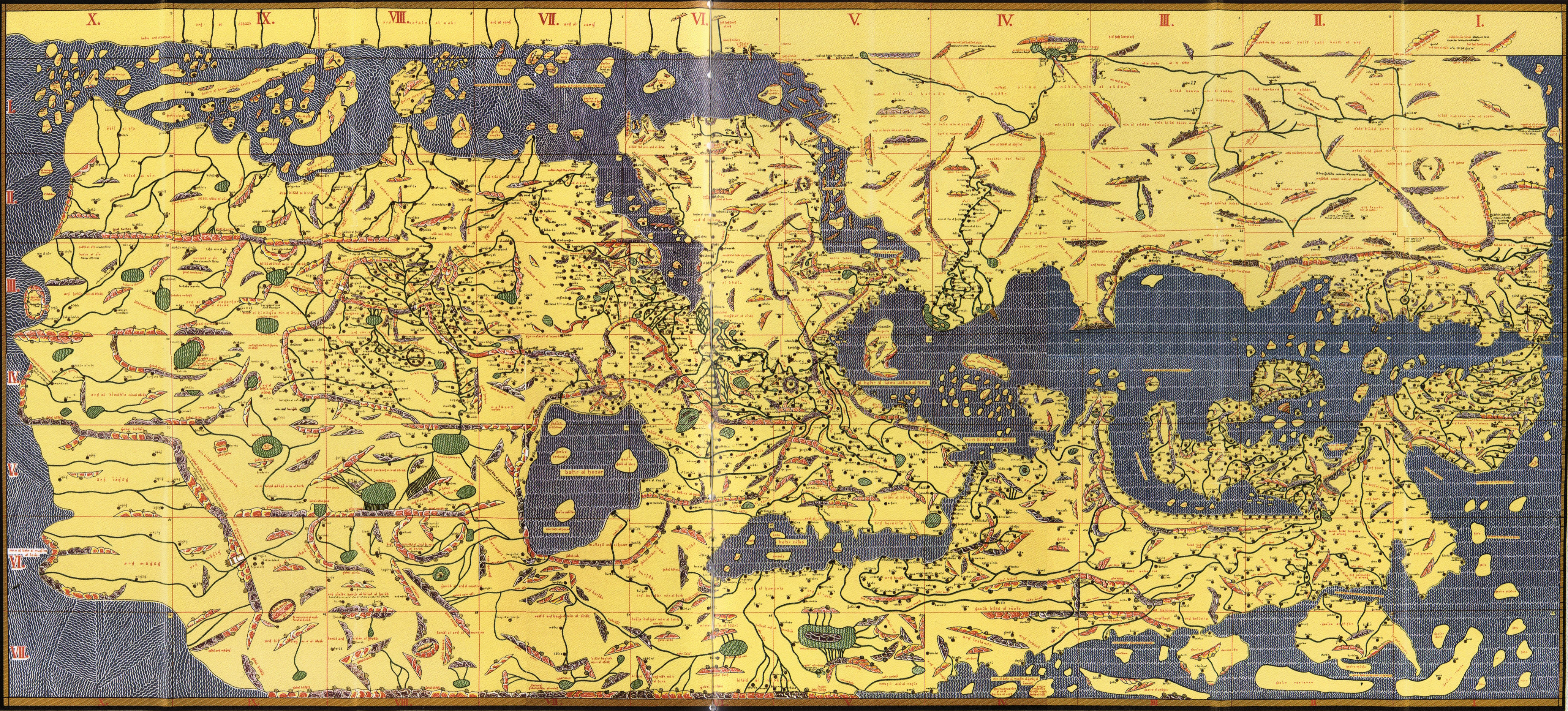
Книга Рожера, мапа світу у 1154, роботи Мухаммада аль-Ідрісі. Зверніть увагу, що північ розташована знизу
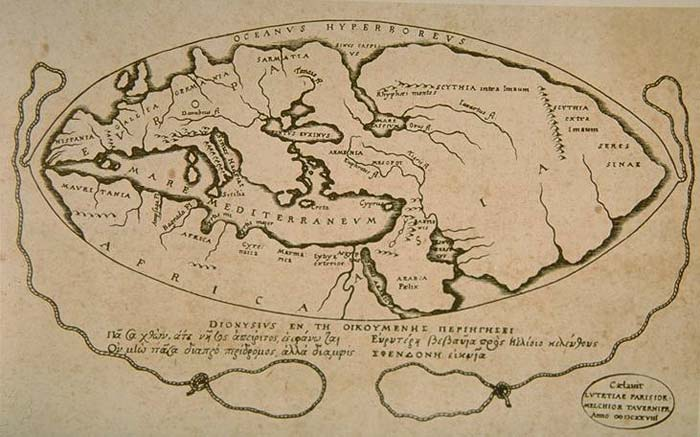
Мапа світу за Посідонієм (150–130 до н.е.), намальована у 1628.
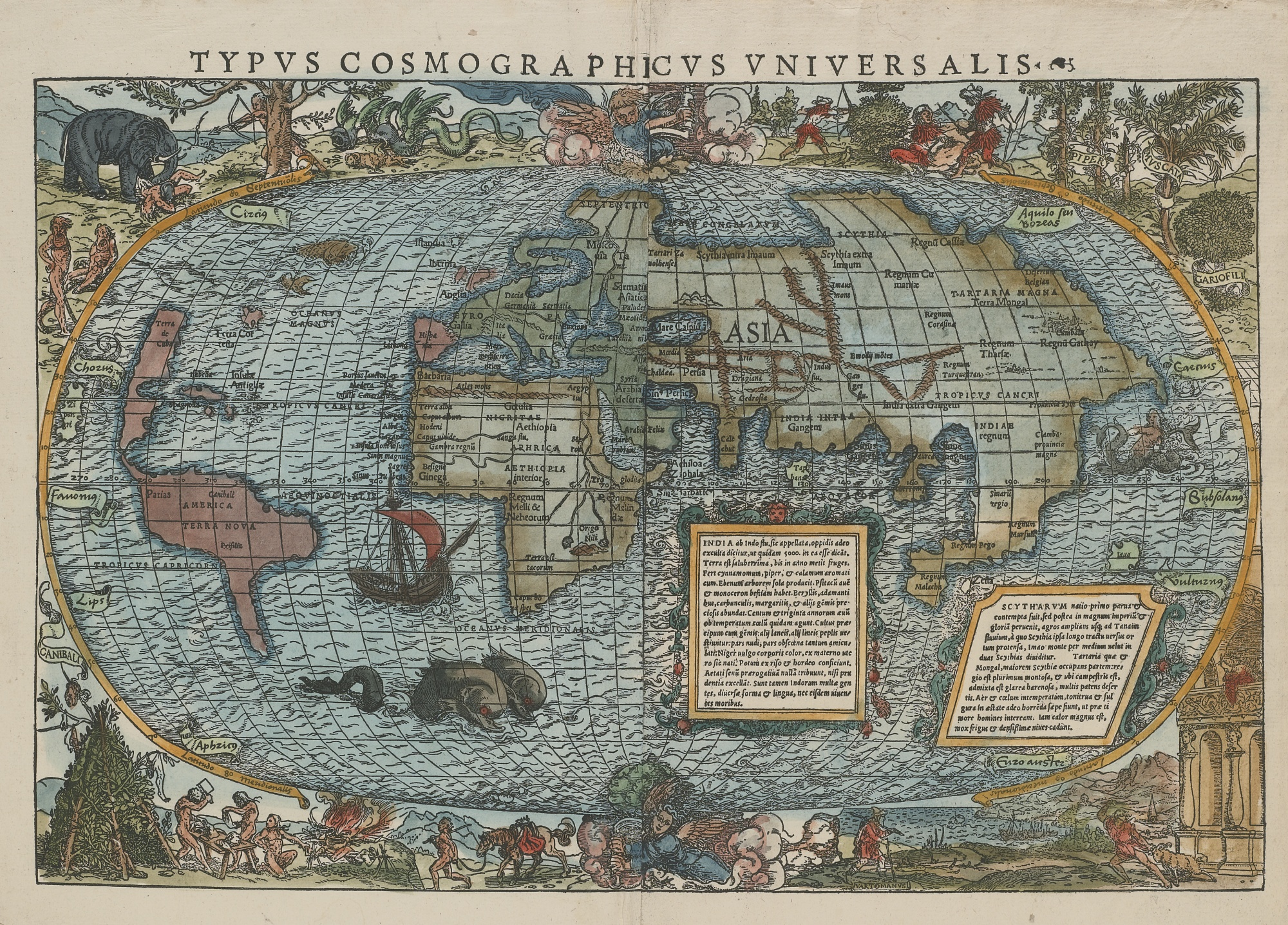
Мапа світу Себастьяна Мюнстера, 1532
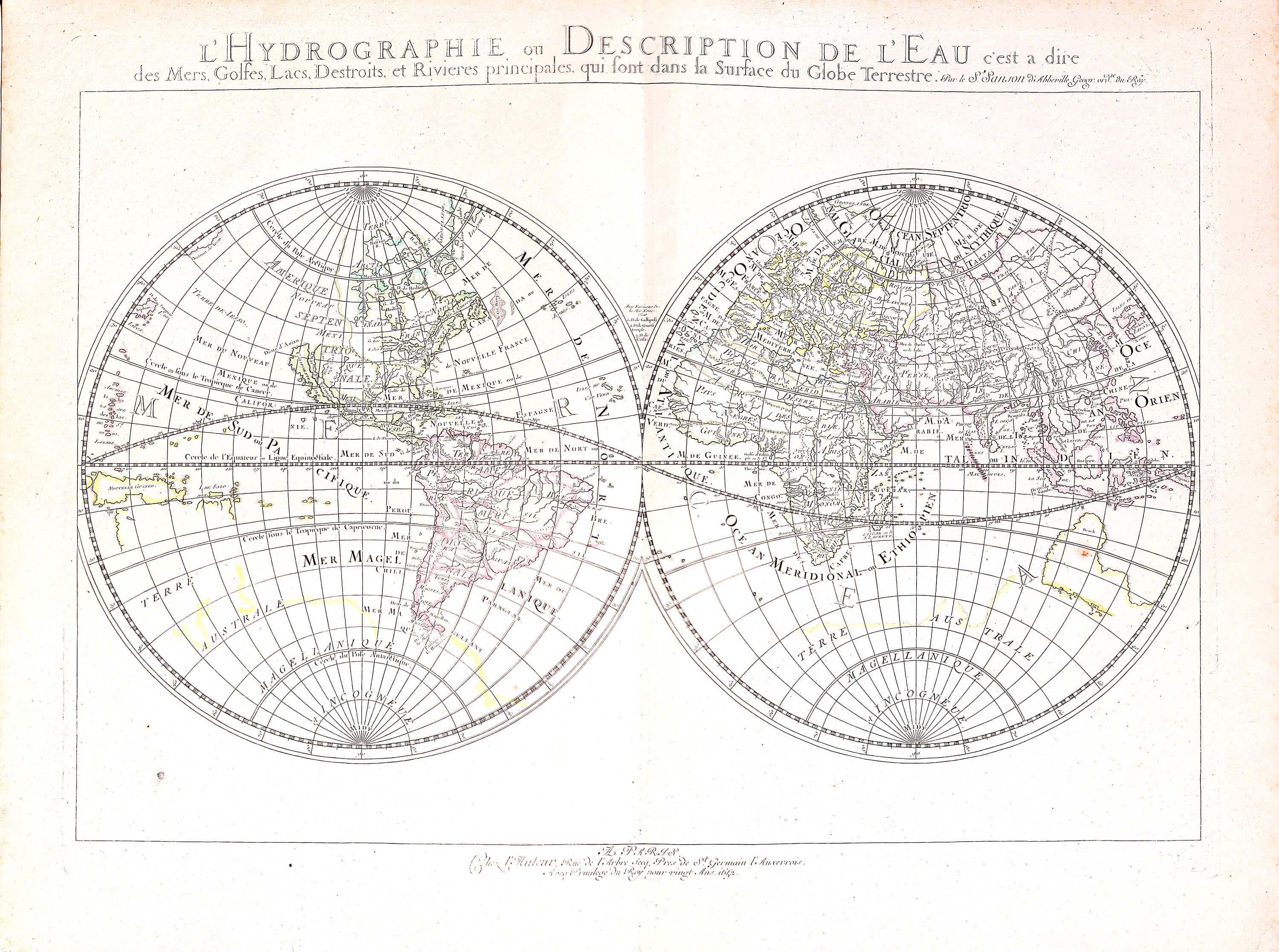
Нікола Сансон. Півкулі Землі, 1651.
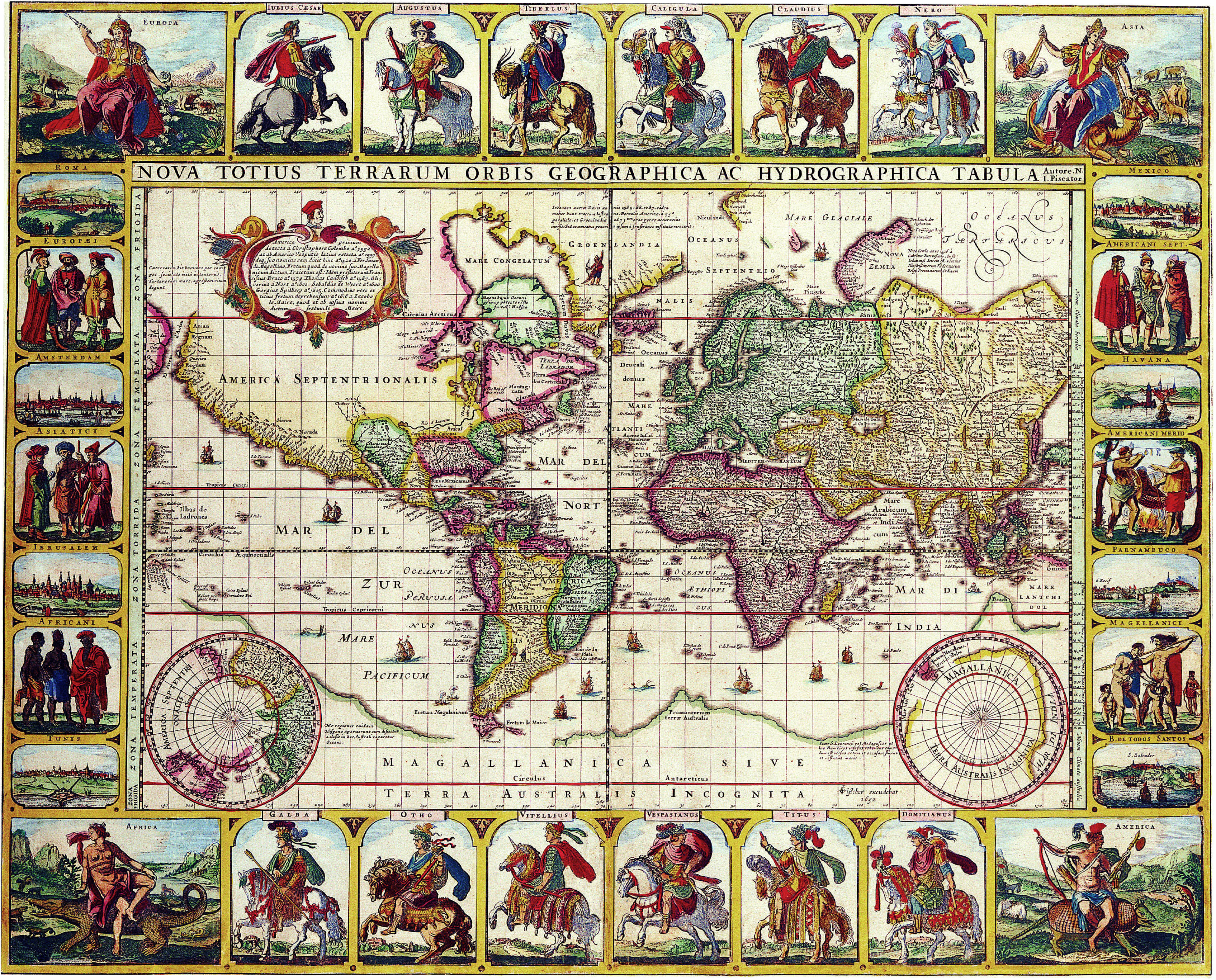
"Нова географічна та гідрографічна мапа усього світу" Ніколаса Йоанніса Вишера, 1652.
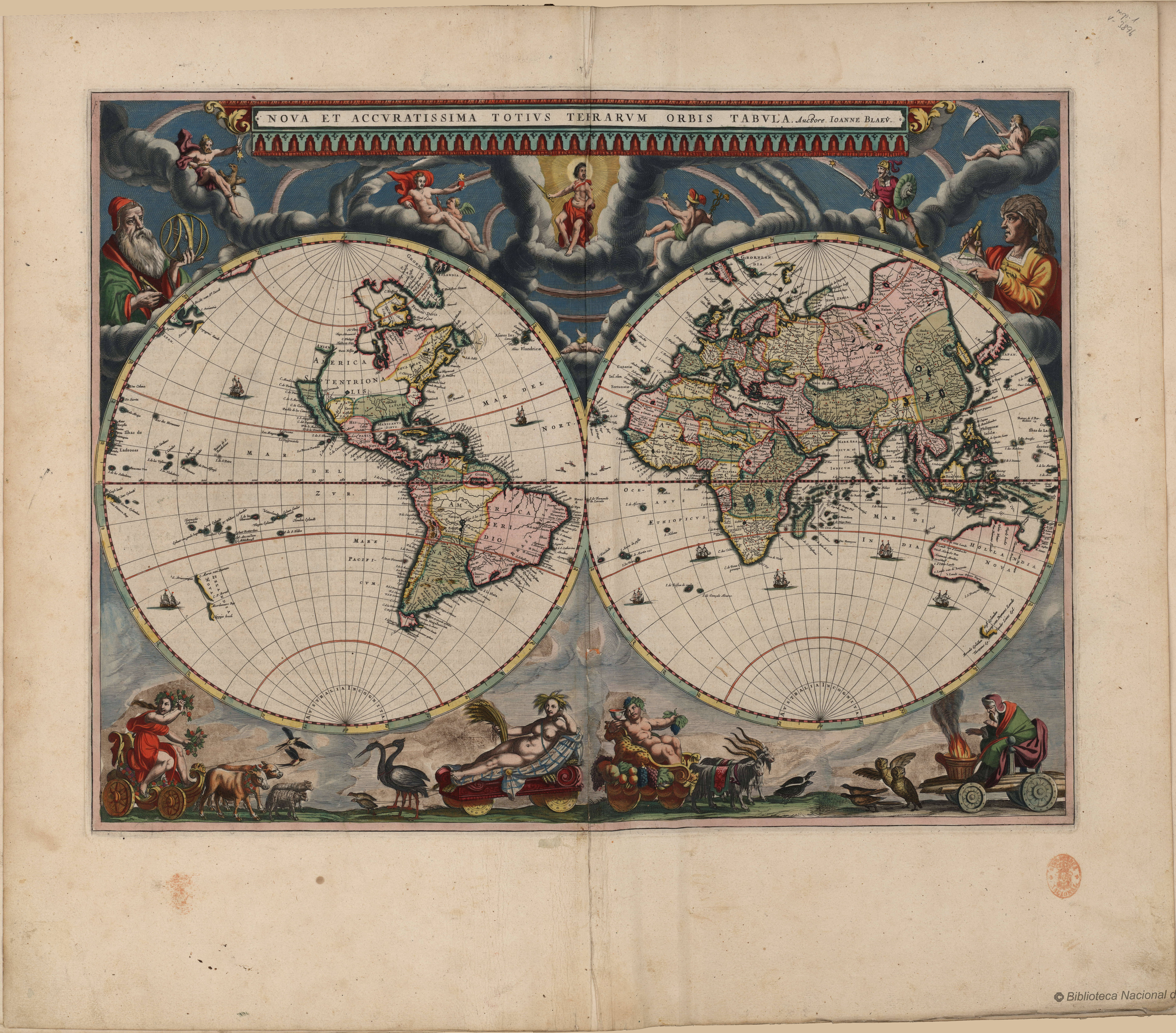
"Нова і "найточніша" мапа світу" Яна Блау, 1664.
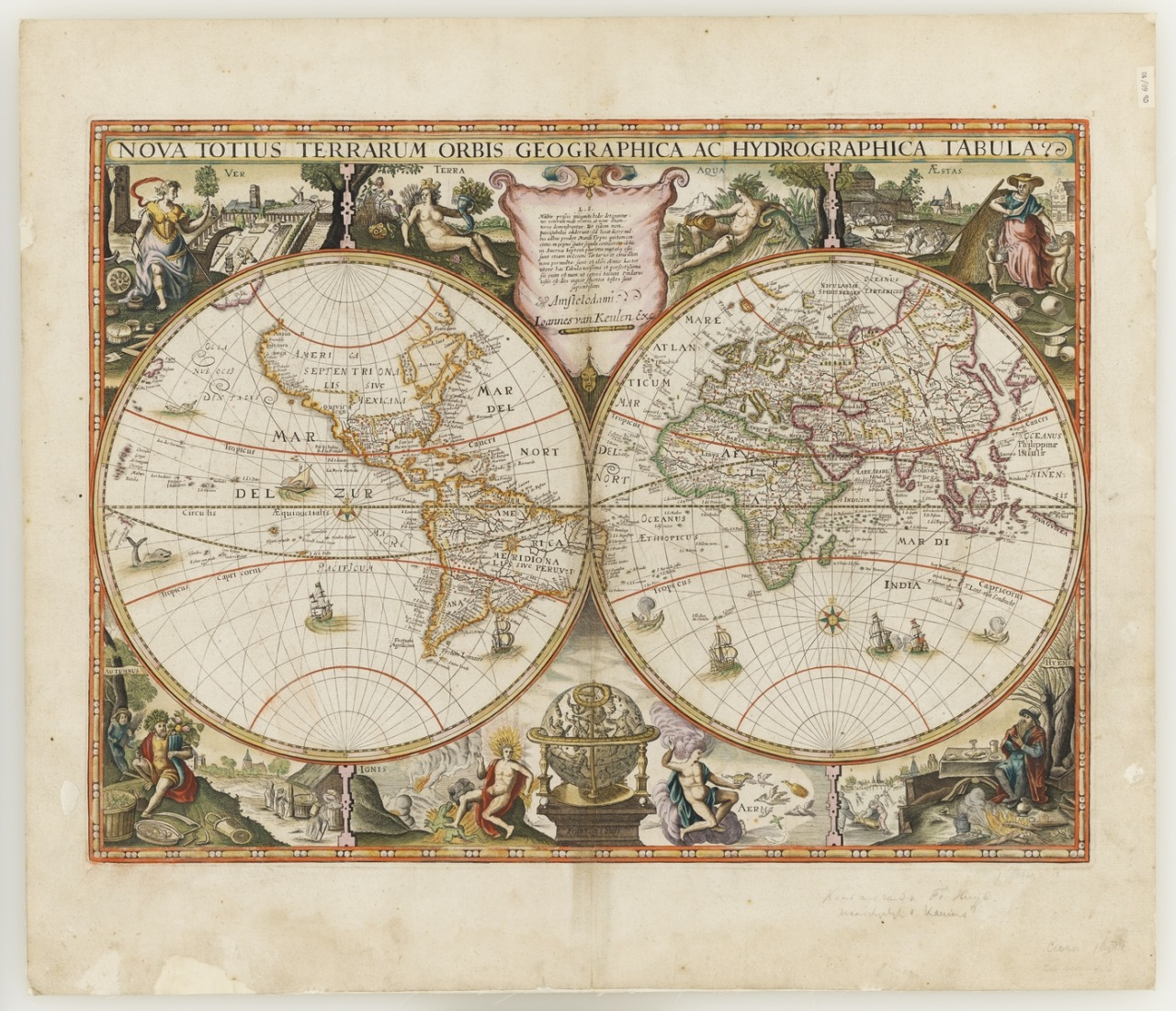
"Нова мапа усього світу" Йоганна ван Кюлена, 1680-ті.
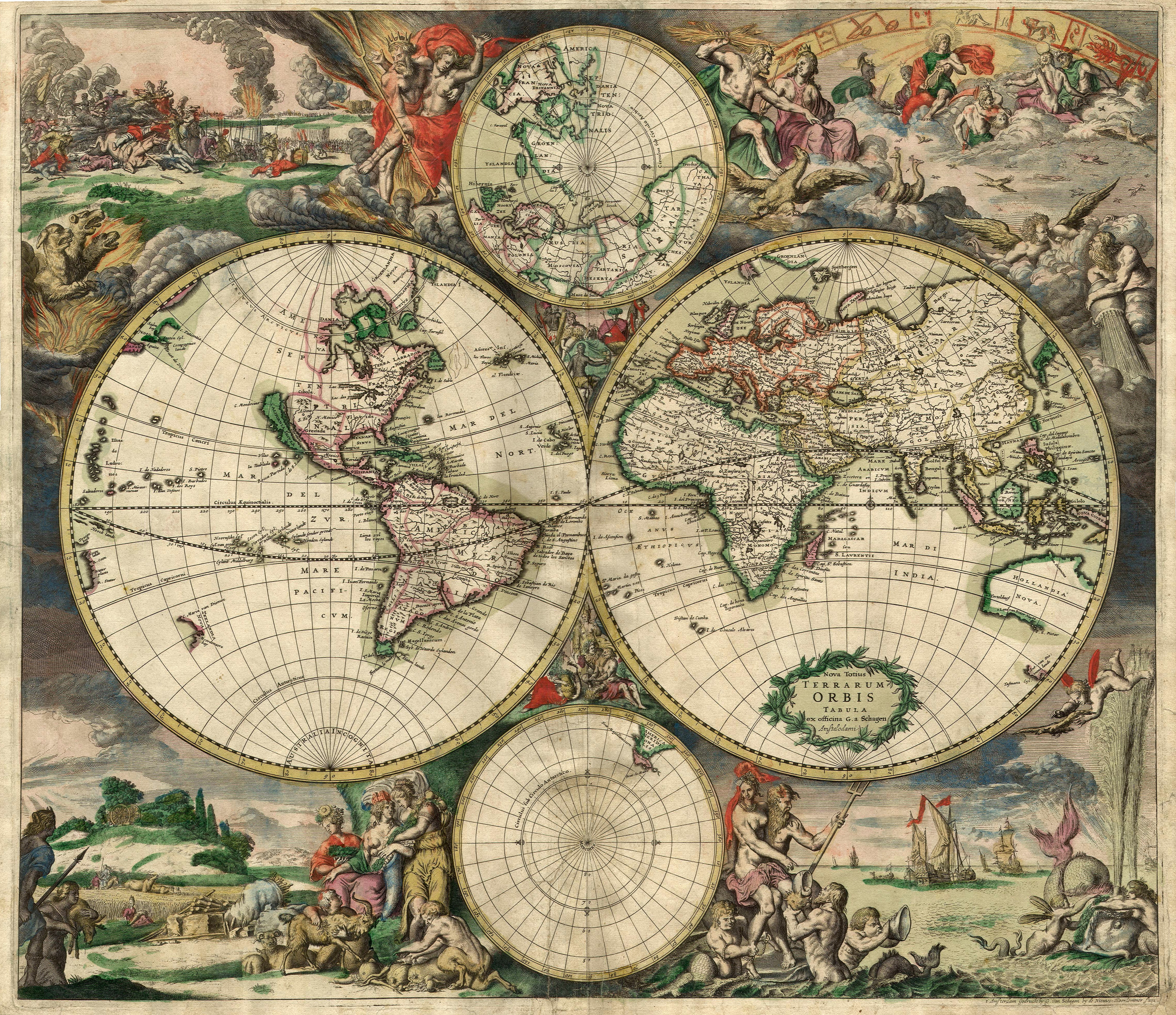
"Нова мапа усього світу" Герарда ван Шагена, 1689.
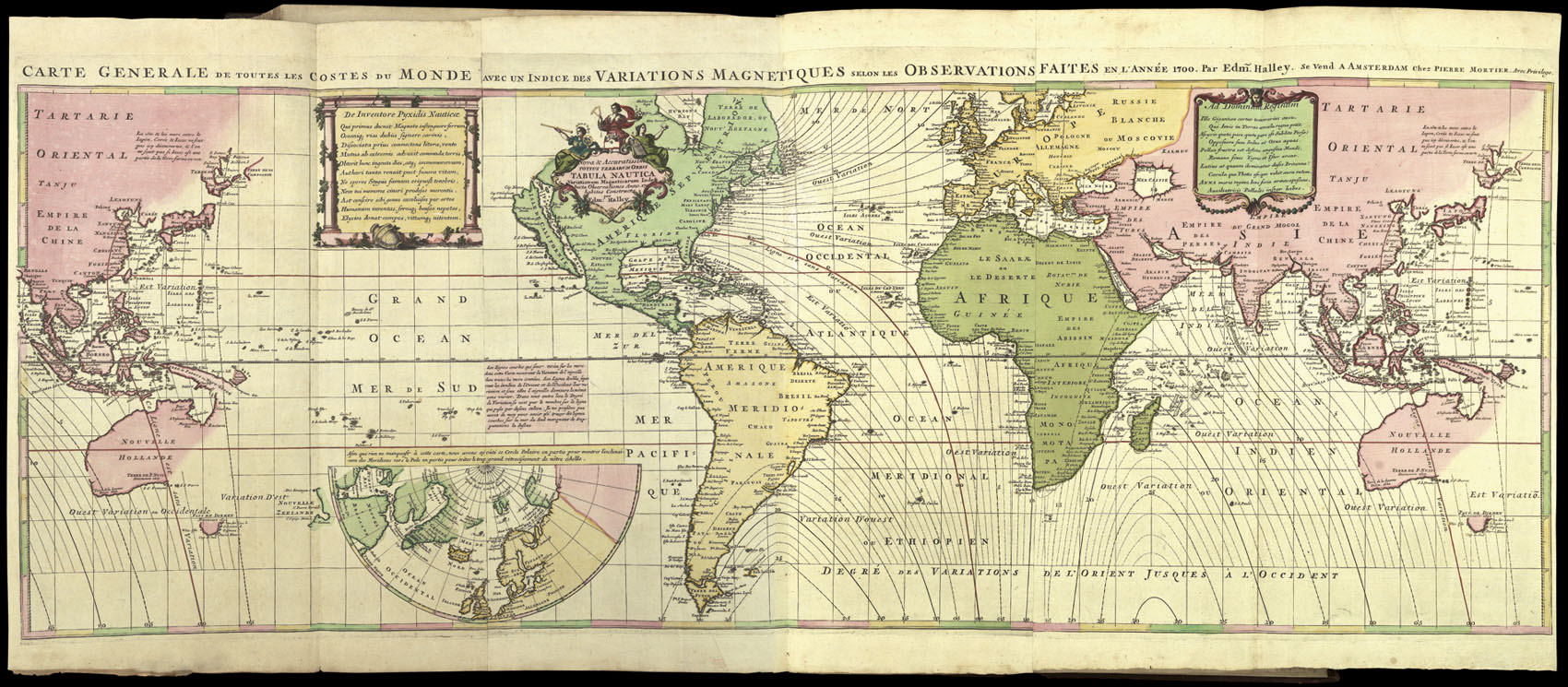
Мапа світу в проєкції Меркатора з "Le Neptune François", 1700.
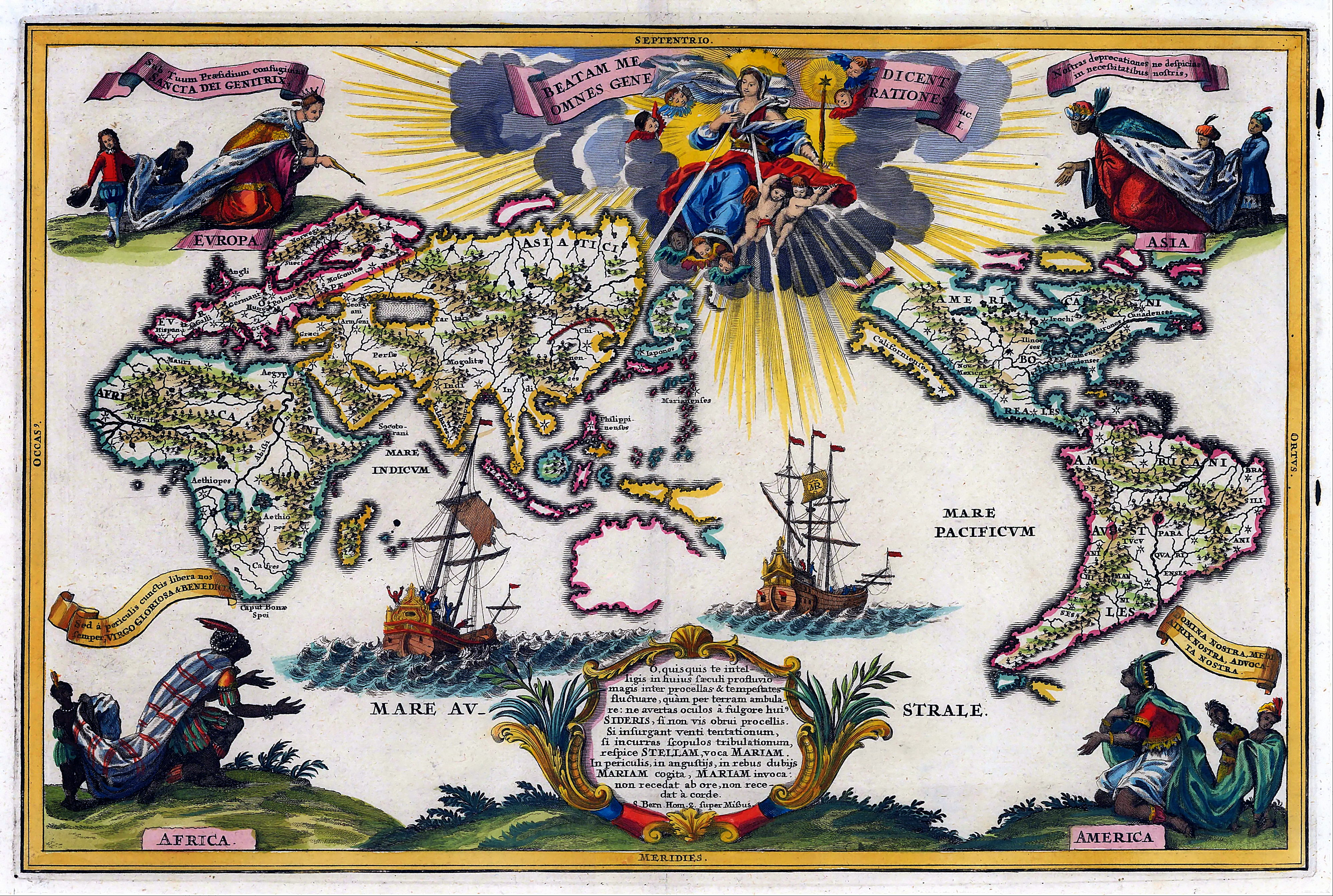
Генріх Шерер. Мапа світу, 1700-ті
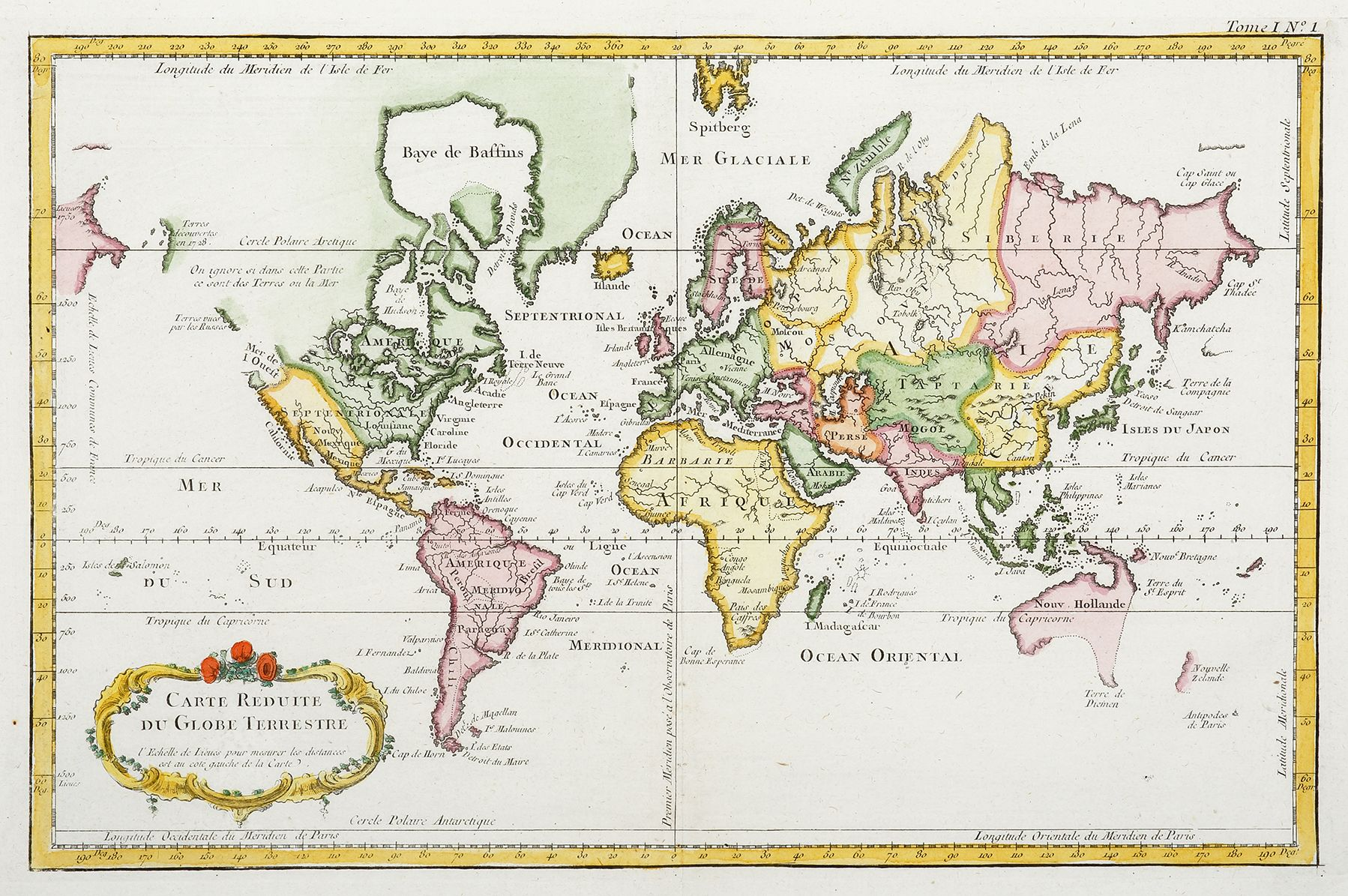
Жак-Нікола Беллін. Мапа світу, 1754
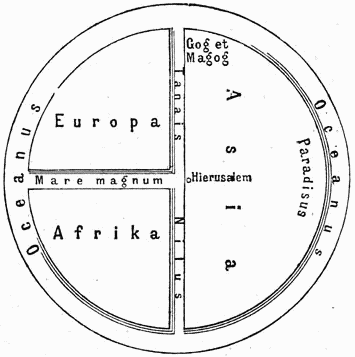
Ідеальна реконструкція середньовічних T-і-O мап (з Meyers Konversationslexikon, 1895) (Азія показана праворуч).